# Metalopha gloriosa
Metalopha gloriosa là một loài bướm đêm thuộc họ Noctuidae. Nó được tìm thấy ở miền tây Thổ Nhĩ Kỳ tới miền đông dãy núi Taurus, Iraq, Anatolia, Israel, Jordan, Liban và Syria.
Con trưởng thành bay từ tháng 2 đến tháng 3. Có một lứa một năm.
Ấu trùng có thể ăn các loài Launaea.

## Phụ loài
- Metalopha gloriosa gloriosa
- Metalopha gloriosa ingloria (Israel)